# Tianyi Film Company
La Tianyi Film Company (xinès: 天一影片公司, pinyin: Tiānyī Yǐngpiān Gōngsī), també dita Unique Film Productions, va ser una de les "tres grans" productores de cinema durant el període prebèl·lic de la República de la Xina. Fundada en Shanghai el 1925 per els germans Shaw (Shao), encapçalats per Runje Shaw (Shao Zuiweng), l'empresa també va establir operacions a la Malàisia britànica i a Hong Kong. Tot i que l'estudi de l'empresa a Xangai va ser destruït el 1937 durant la invasió japonesa, la seua filial a Hong Kong, més tard dita Shaw Brothers Studio, va florir en un imperi mediàtic sota el lideratge del germà petit Sir Run Run Shaw.

## Fundació

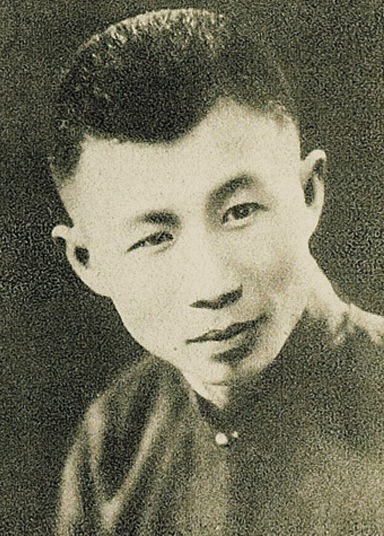
Runje Shaw (Shao Zuiweng), el germà major dels Shaw i el fundador de Tianyi.

El 1922 Runje Shaw (Shao Zuiweng), el germà gran dels germans Shaw que era un advocat i un home de negocis, va ser nomenat director del teatre Xiao Wutai ("Escenari Feliç") de Xangai. Entre els seus col·legues s'hi comptaven Zhang Shichuan, Zheng Zhengqiu, i Zhou Jianyun, que van cofundar la Mingxing Film Company. El 1923 Mingxing va publicar el film Orphan Rescues Grandfather (L'Orfe salva el seu avi) amb un gran èxit comercial. Inspirat per els seus col·legues, Shaw va fundar la Tianyi Film Company el 1925. La pel·lícula de 1925, Heroine Li Feifei, és considerada per alguns com la primera pel·lícula d'arts marcials xineses.Va exercir com a gerent general i director, mentre que els seus germans menuts Runde Shaw (Shao Cunren) i Runme Shaw (Shao Renmei) es van encarregar de la comptabilitat i la distribució respectivament. El germà més menut, Run Run Shaw (Shao Yifu), es va encarregar de les feines extravagants de la companyia.